# Lydd
Lydd is een civil parish in het bestuurlijke gebied Folkestone & Hythe, in het Engelse graafschap Kent met 6567 inwoners. Er is een regionale luchthaven, London Ashford Airport (Lydd).

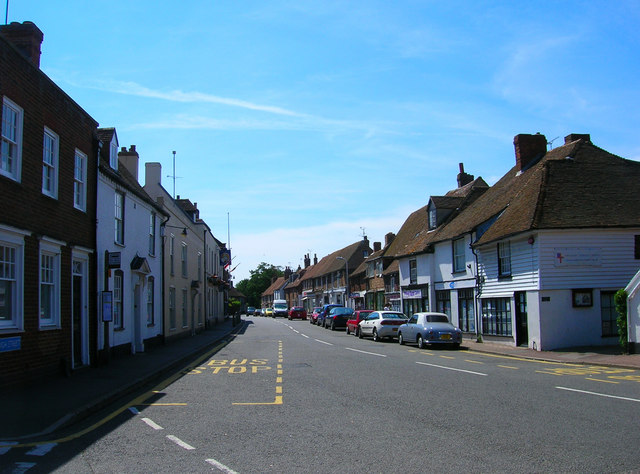
High Street, Lydd
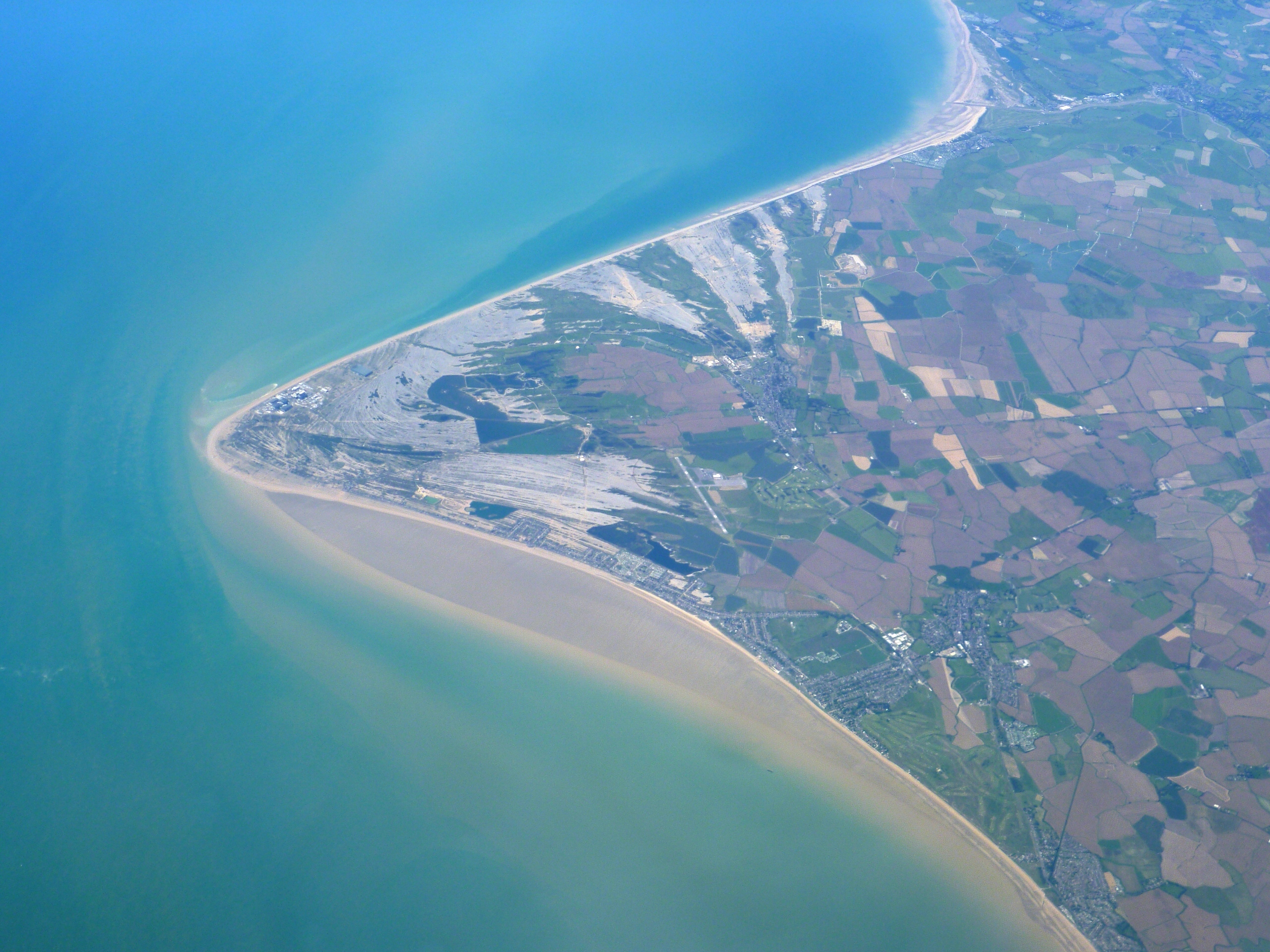
Lydd vanuit de lucht
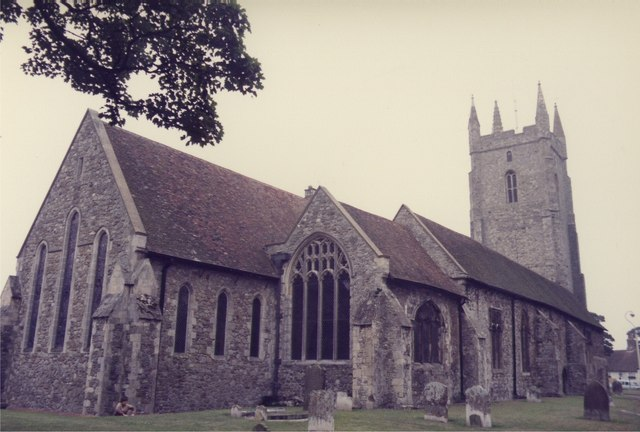
Kerk van Lydd